# Zdravko Kuzmanović
Zdravko Kuzmanović (Serbian Cyrillic: Здравко Кузмановић, sinh ngày 22 tháng 9 năm 1987) là cầu thủ bóng đá chuyên nghiệp người Serbia đang chơi ở vị trí tiền vệ trung tâm cho FC Basel. Anh thi đấu cho tuyển Serbia ở World Cup 2010.

## Thống kê sự nghiệp

### Câu lạc bộ
Tính đến 29 tháng 11 năm 2015
| Câu lạc bộ          | Mùa giải            | Giải đấu | Giải đấu | Cúp quốc gia | Cúp quốc gia | Châu Âu | Châu Âu | Khác | Khác | Tổng cộng | Tổng cộng |
| Câu lạc bộ          | Mùa giải            | Trận     | Bàn      | Trận         | Bàn          | Trận    | Bàn     | Trận | Bàn  | Trận      | Bàn       |
| ------------------- | ------------------- | -------- | -------- | ------------ | ------------ | ------- | ------- | ---- | ---- | --------- | --------- |
| Basel               | 2005–06             | 17       | 1        | 1            | 2            | 3       | 1       | 0    | 0    | 21        | 4         |
| Basel               | 2006–07             | 17       | 3        | 3            | 0            | 8       | 2       | 0    | 0    | 28        | 5         |
| Basel               | Tổng cộng           | 34       | 4        | 4            | 2            | 11      | 3       | 0    | 0    | 49        | 9         |
| Fiorentina          | 2006–07             | 4        | 0        | 0            | 0            | 0       | 0       | 0    | 0    | 4         | 0         |
| Fiorentina          | 2007–08             | 34       | 1        | 2            | 0            | 12      | 1       | 0    | 0    | 48        | 2         |
| Fiorentina          | 2008–09             | 32       | 2        | 1            | 0            | 8       | 0       | 0    | 0    | 41        | 2         |
| Fiorentina          | Tổng cộng           | 70       | 3        | 3            | 0            | 20      | 1       | 0    | 0    | 93        | 4         |
| VfB Stuttgart       | 2009–10             | 26       | 3        | 2            | 0            | 6       | 2       | 0    | 0    | 34        | 5         |
| VfB Stuttgart       | 2010–11             | 32       | 9        | 3            | 0            | 12      | 2       | 0    | 0    | 47        | 11        |
| VfB Stuttgart       | 2011–12             | 26       | 5        | 3            | 1            | 0       | 0       | 0    | 0    | 29        | 6         |
| VfB Stuttgart       | 2012–13             | 12       | 0        | 2            | 0            | 3       | 0       | 0    | 0    | 17        | 0         |
| VfB Stuttgart       | Tổng cộng           | 96       | 17       | 10           | 1            | 21      | 4       | 0    | 0    | 127       | 22        |
| Internazionale      | 2012–13             | 13       | 0        | 1            | 0            | 0       | 0       | 0    | 0    | 14        | 0         |
| Internazionale      | 2013–14             | 15       | 0        | 1            | 0            | 0       | 0       | 0    | 0    | 16        | 0         |
| Internazionale      | 2014–15             | 14       | 0        | 1            | 0            | 10      | 1       | 0    | 0    | 25        | 1         |
| Internazionale      | Tổng cộng           | 42       | 0        | 3            | 0            | 10      | 1       | 0    | 0    | 55        | 1         |
| Basel               | 2015–16             | 12       | 0        | 0            | 0            | 0       | 0       | 0    | 0    | 12        | 0         |
| Basel               | Tổng cộng           | 12       | 0        | 0            | 0            | 0       | 0       | 0    | 0    | 12        | 0         |
| Tổng cộng sự nghiệp | Tổng cộng sự nghiệp | 254      | 24       | 20           | 3            | 62      | 9       | 0    | 0    | 336       | 36        |

### Đội tuyển quốc gia
| Serbia    | Serbia | Serbia |
| Năm       | Trận   | Bàn    |
| --------- | ------ | ------ |
| 2007      | 7      | 2      |
| 2008      | 8      | 0      |
| 2009      | 9      | 1      |
| 2010      | 11     | 1      |
| 2011      | 8      | 1      |
| 2012      | 3      | 1      |
| 2013      | 1      | 0      |
| 2014      | 3      | 0      |
| Tổng cộng | 50     | 6      |

#### Bàn thắng quốc tế
| #  | Thời gian            | Địa điểm                                          | Đối thủ        | Bàn thắng | Kết quả | Giải đấu                 |
| -- | -------------------- | ------------------------------------------------- | -------------- | --------- | ------- | ------------------------ |
| 1. | 22 tháng 8 năm 2007  | Sân vận động Nhà vua Baudouin, Brussels, Bỉ       | Bỉ             | 2–1       | 3–2     | Vòng loại Euro 2008      |
| 2. | 22 tháng 8 năm 2007  | Sân vận động Nhà vua Baudouin, Brussels, Bỉ       | Bỉ             | 3–2       | 3–2     | Vòng loại Euro 2008      |
| 3. | 10 tháng 10 năm 2009 | Sân vận động Sao Đỏ, Belgrade, Serbia             | România        | 3–0       | 5–0     | Vòng loại World Cup 2010 |
| 4. | 3 tháng 3 năm 2010   | Sân vận động 5 tháng 7 năm 1962, Algiers, Algeria | Algérie        | 0–2       | 0–3     | Giao hữu                 |
| 5. | 6 tháng 9 năm 2011   | Sân vận động Partizan, Belgrade, Serbia           | Quần đảo Faroe | 3–1       | 3–1     | Vòng loại Euro 2012      |
| 6. | 28 tháng 2 năm 2012  | Sân vận động Tsirion, Limassol, Síp               | Armenia        | 0–1       | 0–2     | Giao hữu                 |